# Rio Ibirubá
Le rio Ibirubá est un cours d'eau de l'État du Rio Grande do Sul, au Brésil.

## Étymologie
Ibirubá est le nom tupi-guarani du Cerisier de Cayenne (Eugenia uniflora).